# Viola peterfii
Viola peterfii är en violväxtart som beskrevs av Erasmus Iuliu Nyárády. Viola peterfii ingår i släktet violer, och familjen violväxter. Inga underarter finns listade i Catalogue of Life.